# Karmelićanski samostan Bezgrešne Kraljice Karmela na Stupu
Samostan Bezgrešne Kraljice Karmela rimokatolički je samostan klauzurnih karmelićanki na Stupu kod Sarajeva, tik do Azića. Nalazi se na adresi Mehe Porobića 83, Stup, Ilidža.

## Povijest
Gradnja i obnova dugo je trajala. U vrijeme kad su srpski ekstremisti 12. i 14. svibnja 1992. pogodili stupsku crkvu Uznesenja BDM nekolicinom zapaljivih projektila, od čega je sasvim izgorjela, iz teškog naoružanja i razorili su novosagrađeni samostan sestara karmelićanki u Azićima. Prethodno su samostan opljačkali muslimanski ekstremisti. Stanje u kolovozu 2000. bilo je da je bilo još mnogo posla oko obnove. Trebalo je još mnogo vremena, snaga i financijskih sredstava da bi se taj Karmel doveo u stanje u kojem je bio prije rata. Financijsko stanje bilo je teško i Hrvatska karmelska Provincija sv. Oca Josipa nije bila u mogućnosti pružiti financijsku pomoć, jer je imala velike troškove s obzirom na osnutak novog samostana na Krku, osnovanog jer zbog velikosrpske agresije nije više bilo moguće imati Novicijat u Somboru, a oskudica financijskih sredstava bila je da je Provincija i sama tražila i molila pomoć u svezi s otkupom zemljišta za izgradnju samostana u Splitu, gdje više od dvadeset godina nisu imali adekvatnih samostanskih prostora. Dotad su radovi bili usredotočeni na jedan dio cjelokupnog zdanja, na ćelije za osam sestara i neophodne popratne prostorije, da bi se sestre mogle doseliti i potom postupno dalje obnavljati samostan. Tad je taj bio pri kraju - instalacije električne struje, vode, sanitarnih čvorova bile su u funkciji, postavljeni su prozori, vrata, parketi i pločice, u sobama se upravo bio postavljao namještaj i uređivao se prostor za molitvu i bogoslužje. To krilo samostana bilo je visoka stupnja dovršenosti pa je kardinal Vinko Puljić predložio da sestre dosele i da se slavi sveta misa zahvalnica za dolazak sestara u Sarajevo.
Jedno je od dva duhovna žarišta karmelićana u BiH, uz Samostan – Duhovni centar – Karmel sv. Ilije u Grabovici na Buškome jezeru. Na svetkovinu Gospe Karmelske 16. srpnja 2006. nakon što su napravile dio svoga samostanskog objekta, zatvorile su i svoju redovničku klauzuru. To su napravile nakon podužega prijelaznog razdoblja izgradnje. Ostvarenjem uvjeta uvjeti početka života sukladno kanonskim propisima o klauzuri vlastitoga redovničkog prava, klauzura je zatvorena. Na zatvaranju je pozdravno slovo održao o. Jure od Krista Raspetoga Zečević, provincijalni definitor i provincijalni povjerenik za klauzurne karmelićanke.

## Vanjske poveznice
Mrežna mjesta
- Karmel u Sarajevu, službeno mrežno mjesto
- Župa Stup, službeno mrežno mjesto
- Proslava Karmelske Gospe na Stupu u Sarajevu, Konferencija viših redovnickih poglavara i poglavarica Bosne i Hercegovine, www.redovnistvo.ba, 16. srpnja 2018.